# Фоторегистратор небосвода

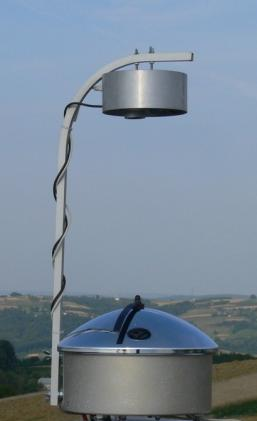
Камера всего неба, 2006 г.

Фоторегистра́тор небосво́да (англ. Whole sky camera; All-Sky camera) — специализированная съёмочная камера, используемая в метеорологии и астрономии для регистрации состояния небосвода и облачности.

## Общие сведения
Первые снимки всего неба осуществили в 1915 году с помощью камеры, оснащённой сверхширокоугольным объективом с углом поля зрения 90°. Такой аппарат, располагаясь под углом 45° к горизонту, крепился на специальном штативе, позволяющем ему вращаться вокруг своей оси, производя серию снимков.
Камеры всего неба современного типа появились в 1920-х годах после разработки специального объектива, называемого рыбий глаз. Их использовали в метеорологии для съёмки облачности. Одним из первых образцов камеры стала модель Hill Sky Lens, изготовленная в 1924 году лондонской компанией R&J Beck of London. Объектив давал изображение в форме круга и позволял одним кадром снимать всю небесную полусферу.
Позже были разработаны альтернативные методы, основанные на использовании сферических зеркал.

## Применение

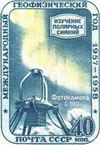
Почтовая марка с камерой всего неба С-180 обсерватории «Тикси»,
1959 г.

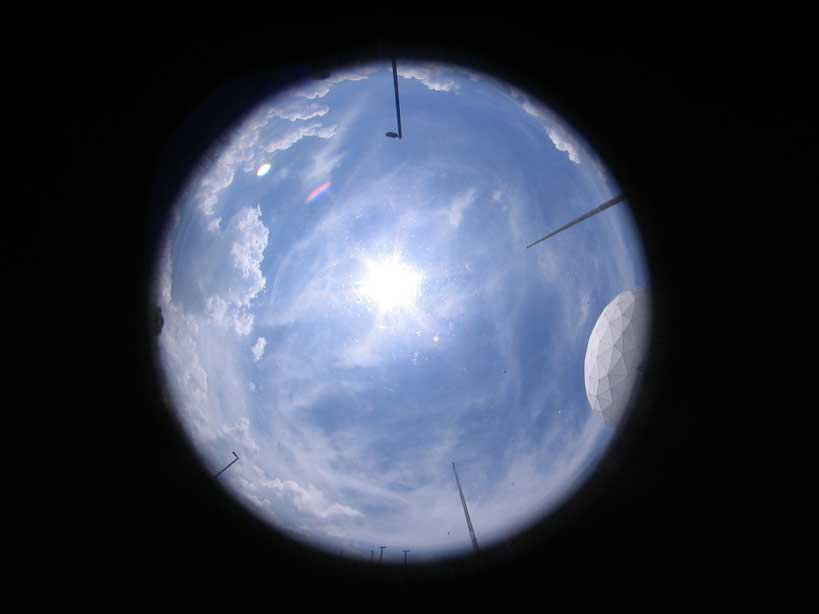
Фотография, полученная камерой всего неба, 2009 г.

Наибольшее применение камеры всего неба получили в метеорологии. Здесь с их помощью проводят изучение облачного покрова, определяют индексы ультрафиолетового излучения, скорость ветра в облачном слое и т.п.
Важное значение имеет использование камер всего неба в геокосмофизических наблюдениях. С этой целью, например, одна из первых подобных камер в СССР — С-180 входила в состав оборудования Полярной обсерватории «Тикси» и даже попала в 1959 году на посвящённую ей почтовую марку.
Кроме того, камеры наблюдения и, в том числе полного неба, могут быть использованы для определения нижней границы облаков. Впервые подобная задача была решена в 1896 году.

### Прямой доступ к камерам всего неба
В связи с развитием интернета получил распространение свободный online-доступ к текущим снимкам камер всего неба во многих точках Земли. Например:
- Англия (Bayfordbury) — 51°46' с. ш., 0°05' з. д.
- Россия (Кончезеро) — 62°07' с. ш. 34°01' в. д.
- Россия (Томск) — 56°29′19″ с. ш. 84°57′08″ в. д.
- Швеция (Кируна) — 67°50' с. ш. 20°24' в. д.